# De Bisschoppen
De Bisschoppen is de naam van twee woontorens (en bijbehorende laagbouw) die zich bevinden op het Utrechtse universiteitsterrein De Uithof.
In de woontorens bevinden zich 552 studentenwoningen en kantoorruimte. Bovendien is de faculteit Maatschappij & Recht (FMR) (met ruim 4500m² aan lokaalruimte) van de Hogeschool Utrecht hier gehuisvest.
Opdrachtgever van de bouw van deze torens was de SSH Utrecht in samenwerking met de Hogeschool Utrecht, het ontwerp is afkomstig van Köther Salman Koedijk Architecten. De oplevering van De Bisschoppen vond eind 2006 plaats, twee jaar na de aanvang van de bouw.
Op woensdag 20 juni 2007 vond de officiële opening plaats en werden De Bisschoppen ingezegend door kardinaal Simonis.

## Naamgeving
Het complex dankt zijn naam aan de Bisschopssteeg, een pad waarover David van Bourgondië, bisschop van Utrecht in de vijftiende eeuw, van zijn werk in Utrecht naar zijn residentie Kasteel Duurstede in Wijk bij Duurstede reisde.
In de negentiende eeuw was deze steeg bekend als de steeg van 'Toon van Scherpenzeel', een boer die hier omstreeks 1840 leefde. Rond de jaren 20 van de twintigste eeuw was dit een plek waar geliefden elkaar ontmoetten en een wandeling maakten. Waarschijnlijk heeft de angst voor zogenaamd 'wanordelijk gedrag' geleid tot het van kracht worden van een lokale verordening in 1924, die stelde dat het verboden was om hier te zitten of te liggen met iemand van het andere geslacht.
Het gebied waarop het complex verrees, was een weiland met een moerassig karakter; 's zomers viel het droog en in de winter was het een vijver.

## Het ontwerp
De Bisschoppen zelf bestaat uit twee torens van 67 meter hoog waartussen zich laagbouw bevindt. Het geheel is zo samengesteld dat er zich twee pleinen vormen. Eén plein wordt afgekaderd door de eerdere bebouwing van de Hogeschool Utrecht tezamen met een toren die aan de Cambridgelaan ligt. Deze ‘binnenplaats’ wordt afgebakend door de Bisschopssteeg en dient voornamelijk als entree voor de hogeschool, en tevens als een plaats om te pauzeren. Opvallend zichtelement op dit plein is een zogenaamde 'zwevende collegezaal'.
Een tweede plein bevindt zich aan de andere kant van de laagbouw en wordt afgebakend door een parkeerplaats. Dit plein verschaft de toegang tot de woningen die in deze laagbouw gevestigd zijn. Bovendien is het via een doorloop ook de entree naar de tweede woontoren. Woningen aan deze zijde bevinden zich alle aan het Salamancapad.

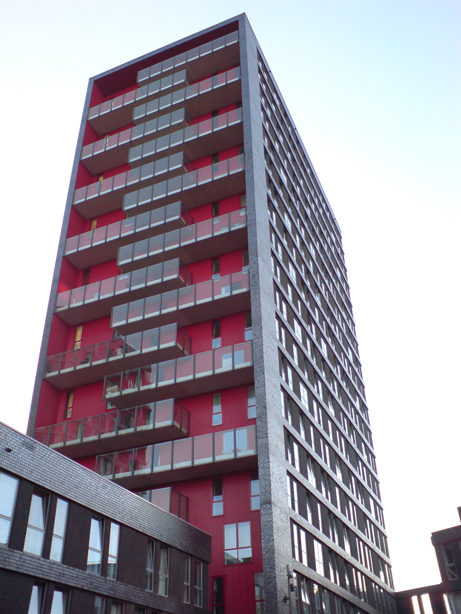
Woontoren Salamancapad.
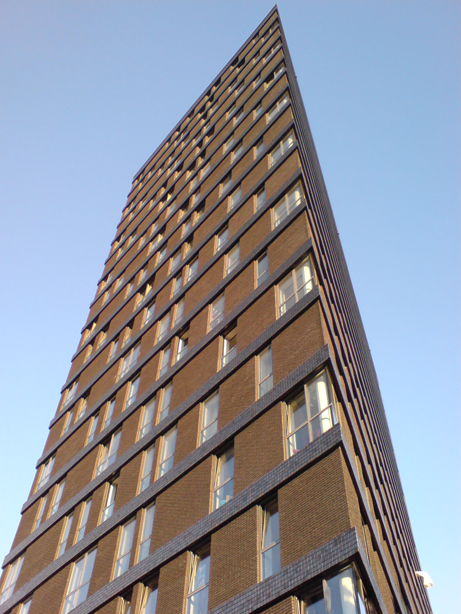
Woontoren vanaf Heidelberglaan.
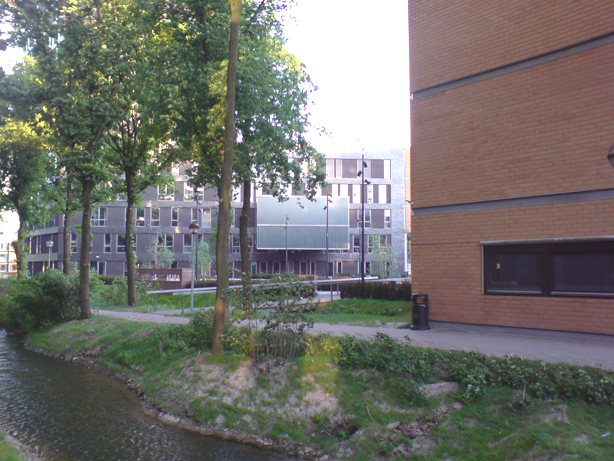
De Bisschopssteeg, de 'zwevende collegezaal' is duidelijk zichtbaar.
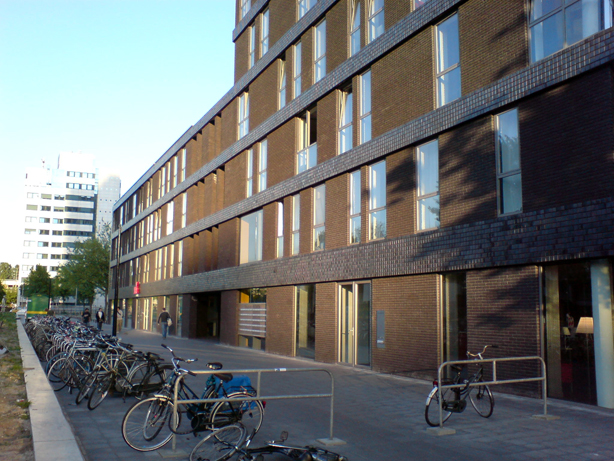
Kantoorruimte aan Heidelberglaan.
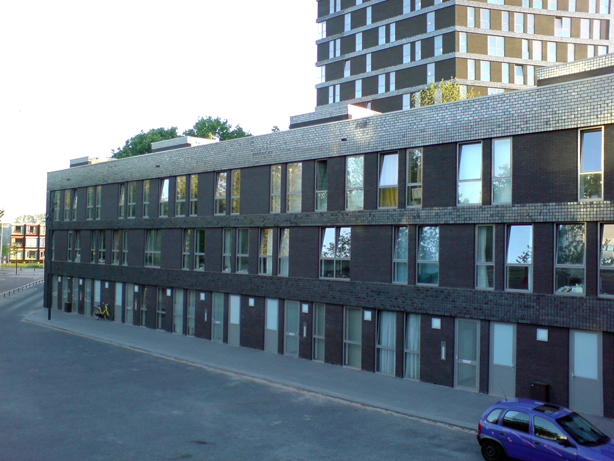
Laagbouw van de Bisschoppen, op achtergrond Toren Cambridgelaan.

### Verdeling woontypen
Er zijn verschillende woontypen, verspreid over 19 etages. Zo bestaat de woontoren aan het Salamancapad voor 65 procent uit studentenkamers (168 kamers). Voor deze woningen kon men zich in eerste instantie als vriendengroep inschrijven. De overige 35 procent van de woningen zijn zelfstandig. Dit zijn 97 eenkamerwoningen en 37 tweekamerwoningen die door de SSH Utrecht via het systeem van hospiteren verhuurd worden.
In de laagbouw zijn de zogenaamde ‘herenhuizen’ gerealiseerd. Hiermee worden studentenwoningen bedoeld die 8, 10, of 14 kamers omvatten; het gaat in totaal om 110 kamers. In deze woningen zijn individuele studenten geplaatst op volgorde van inschrijfnummer, en daarmee de opgebouwde inschrijftijd.
De woontoren aan de Cambridgelaan is bedoeld voor de huisvesting van buitenlandse studenten.
In een schematische weergave kunnen deze 552 studentenkamers als volgt worden onderverdeeld:
- Toren Salamancapad: 302 studentenkamers,
  - waarvan vriendengroepen: 168 studentenkamers,
  - waarvan eenkamerwoning: 97 studentenkamers,
  - waarvan tweekamerwoningen: 37 studentenkamers.
- Laagbouw 'herenhuizen': 110 studentenkamers,
  - waarvan in woning met 14 kamers: 14 studentenkamers,
  - waarvan in woning met 10 kamers: 80 studentenkamers,
  - waarvan in woning met 8 kamers: 16 studentenkamers.
- Toren Cambridgelaan: 140 studentenkamers.

### Achterliggende waarden ontwerp
Het ontwerp van De Bisschoppen is van Kother Salman Koedijk Architecten. In het ontwerp is gestreefd naar een herkenbaar contrast tussen de bebouwing en het omliggend universiteitsterrein. Vanuit dit uitgangspunt zijn onder toeziend oog van Aryan Sikkema, die vanuit de Universiteit Utrecht verantwoordelijk is voor bebouwing, verscheidene gebouwen op De Uithof verrezen, waaronder het Educatorium, het Minnaert-gebouw en de Universiteitsbibliotheek.
Volgens dit concept zijn er momenteel drie fasen van bebouwing uitgevoerd. De eerste fase betrof de bouw van woongelegenheid aan de Cambridgelaan, ook wel Uithof-1. De Bisschoppen zijn verrezen gedurende de tweede uitbreidingsfase, Uithof-2. Een derde uitbreiding van woongelegenheid op de Uithof, Uithof-3, beter bekend als Casa Confetti, leverde nog eens 377 studentenkamers op (opgeleverd in 2008).
De bebouwing van De Bisschoppen is gelegen in dezelfde strook als de gebouwen van de Hogeschool Utrecht en de Universiteitsbibliotheek, direct omringd door een landelijke omgeving met weilanden waar onder andere schapen op grazen.

## Parkeerproblemen
In het ontwerp is geen enkele parkeerplaats opgenomen; daarbij werden de gemeentelijke parkeernormen genegeerd. Autobezittende bewoners zijn hierdoor gedupeerd, omdat ze alleen betaald kunnen parkeren. Overigens spelen deze problemen ook bij de andere wooncomplexen op de Uithof.